# سوره حرا
سوره حرا نام مستعار زن عکاس ایرانی‌تبار مقیم هلند است که به انتشار مجموعه عکس جنجال‌برانگیز «آدم و ایوالد، عاشقان روز هفتم» مشهور است.

## زندگی
او مدتی پیش از انقلاب در تهران متولد شد و پس از اخذ دیپلم ریاضی-فیزیک در ایران، به هلند مهاجرت کرد. او دانش‌آموخته آکادمی پادشاهی هنر هلند در لاهه است.

## جنجال انتشار مجموعه آدم و ایوالد
در دسامبر ۲۰۰۷، سوره حرا مجموعه عکسی با نام آدم و ایوالد، عاشقان روز هفتم (به انگلیسی: Adam & Ewald, Seventh-Day Lovers) را آماده نمایش در موزه شهرداری لاهه کرد. برخی از این عکس‌ها شامل تصویرسازی‌هایی از دو مرد همجنسگرا بود که نقاب‌های محمد و علی را به چهره داشتند. به نوشته جینا وینتر در فاکس نیوز، حالت برخی از عکس‌ها به نحوی است که می‌تواند برای هر باورمندی از هر دین ناراحت‌کننده باشد. مدیران موزه در آغاز تصمیم به نمایش کارهای او گرفتند، اما با ترس از فشارهای سیاسی و تلافی‌ها از تصمیم خود منصرف شدند. پس از آن موزه خاودا برای نمایش مجموعه اعلام آمادگی کرد، و از تصمیم خود بازگشت. جشنواره هنری آمستردام‌آرت نمایش آثار او را منوط به نبودن عکس‌های مناقشه‌برانگیز کرد.
این عکس‌ها مورد انتقاد جان وال، معاون مدیر مرکز شاهزاده الولید بن طلال برای تفاهم مسلمانان و مسیحیان در دانشگاه جرج‌تاون قرار گرفت. او در این باره گفت: «کار حرا حد و مرز را گذرانده و توهین‌آمیز است... آزادی بیان بدین معنی نیست که شخص آزاد باشد تا حد ممکن دست به توهین بزند. تصور کنید که جان مک‌کین در جریان تبلیغات انتخاباتی خود، اوباما را کاکاسیاه بنامند. فکر می‌کنید چه عواقبی خواهد داشت؟ آزادی بیان مطلق نیست.»
حرا ضمن دفاع از آثار خود و آزادی بیان گفته‌است: «این کار را کردم تا پاسخ حکومت ایران را داده باشم. کارهای جدیدی انجام دادم. در یکی از این عکس‌ها، آیت‌الله خمینی، رهبر درگذشته ایران با شلواری چرمی و نیمه‌برهنه نمایش داده شده‌است.»
روزنامه کیهان تحت عنوان «هتاکی بصری»، به این عکس‌ها واکنش نشان داد و آن را بخشی از پروژه جدید ناتوی فرهنگی در هلند نامید. دو سال بعد پیام فضلی‌نژاد از مؤسسه کیهان عبدالکریم سروش را در کنار سوره حرا از رهروان پروژه ناتوی فرهنگی در هلند عنوان کرد.
سوره حرا هم‌اکنون از ترس گزند مسلمانان مخفیانه در هلند زندگی می‌کند.